# 桃園市中壢區中正國民小學
桃園市中壢區中正國民小學，簡稱中正國小，位於台灣桃園市中壢區，是一所六年制國民小學，全校弱勢學生逾四成。校區處中壢區、八德區之交界，學區包含中壢區中央里、中正里、中興里、篤行里以及八德區的白鷺里。中正國小分校曾包括華勛國小和興仁國小。中正國小位於中壢區內壢後火車站地區，學區包含了老舊社區與新興大樓式社區。 學區民眾大多因工作而由外地遷徙定居。
中正國小專注於英語教學推動，校內有多間英語情境主題教室，讓桃園市各國小學生均能在模擬情境中學習，鼓勵學生主動開口說英語，是桃園市政府指定推動該計畫的9所國小之一。在體育方面，中正國小曾經獲得桃園市中小學聯合運動大會啦啦隊競賽第三名頭銜。
2011年12月時，中正國小曾經負責籌辦「桃園縣創造力暨科學教育嘉年華」，邀請縣內創造力暨科學教育團隊中的 45 所高中及國中小舉辦科學闖關活動，是桃園縣國小中數一數二。

## 學校簡介

### 學生家長背景
中正國小內家長來源單純，家長職業類別為工 55%、商 12%、自由業 12%、家管 8%、軍 2%、公 6%、教 2%、 無業 6%，與桃園市人口組成相符合，可說中正國小就是桃園市全市的縮影。

### 校園環境
中正國小操場有200公尺長PU跑道。此外，每間教室前後均有小窗台，可以栽花、種草、增進學生生物科學學習能力。風雨教室 是中正國小的室內體育館，附設在風雨教室樓下的是桌球室，中正國小藝術教育為桃園市國小一絕。
2005年，桃園縣議員魯明哲協助中正國小向縣政府爭取經費，設置『中正藝廊』，刊展學生美勞藝術作品。

## 歷史沿革
- 1960年：因為桃園市國小數量不足，桃園縣中壢市中正國民學校籌備處成立，籌備主任委員為當時中壢鎮鎮長劉家興先生[8]。
- 1961年：桃園縣中壢市中正國民學校成立，正式招生，首任校長由大崗國小校長曾莘野先生調任[7]。
- 1968年：配合九年國民義務教育，改制為桃園縣中壢市中正國民小學[9]。
- 1981年：成立特殊教育班喜樂班(身心障礙啟智班)。
- 1990年：成立特殊教育班仁愛班(身心障礙啟智班)。
- 1993年：分校華勛國小正式招生。
- 1995年：成立特殊教育班資源班(身心障礙班)。
- 1996年：核准成立體育班(特殊教育資賦優異班)。
- 1997年：籌設興仁分校[10]。
- 1998年：開辦學生營養午餐。
- 1999年：興仁分校正式升任成立為桃園縣中壢市興仁國民小學

## 校長
| 任別     | 姓名   | 就職    | 離職     |  |
| -------- | ------ | ------- | -------- |  |
| 第一任   | 曾莘野 | 49.9.1  | 57.10.31 |  |
| 第二任   | 張兆霖 | 57.11.1 | 69.8.31  |  |
| 第三任   | 曾莘野 | 69.9.1  | 69.8.31  |  |
| 第四任   | 鄭明枝 | 69.9.1  | 75.7.31  |  |
| 第五任   | 柯明煌 | 75.8.1  | 84.1.31  |  |
| 第六任   | 王興森 | 83.2.1  | 92.1.31  |  |
| 代理校長 | 邱富雄 | 92.2.1  | 92.7.31  |  |
| 第七任   | 胡金松 | 92.8.1  | 95.7.31  |  |
| 第八任   | 陳鍵源 | 95.8.1  | 101.7.31 |  |
| 第九任   | 余謝財 | 101.8.1 | 105.7.31 |  |
| 第十任   | 劉文忠 | 105.8.1 | 111.7.31 |  |
| 第十一任 | 許梅珍 | 111.8.1 |          |  |

## 外部連結
- 桃園市中壢區中正國民中小學 （页面存档备份，存于）